# أبقراطية صغيرة الأوراق
أبقراطية صغيرة الأوراق (الاسم العلمي:Hippocratea parvifolia) هي نوع من النباتات يتبع جنس الأبقراطية من الفصيلة الحرابية.